# Alpenus kordofanus
Alpenus kordofanus là một loài bướm đêm thuộc phân họ Arctiinae, họ Erebidae.